# Septuor pour cordes et vents de Beethoven

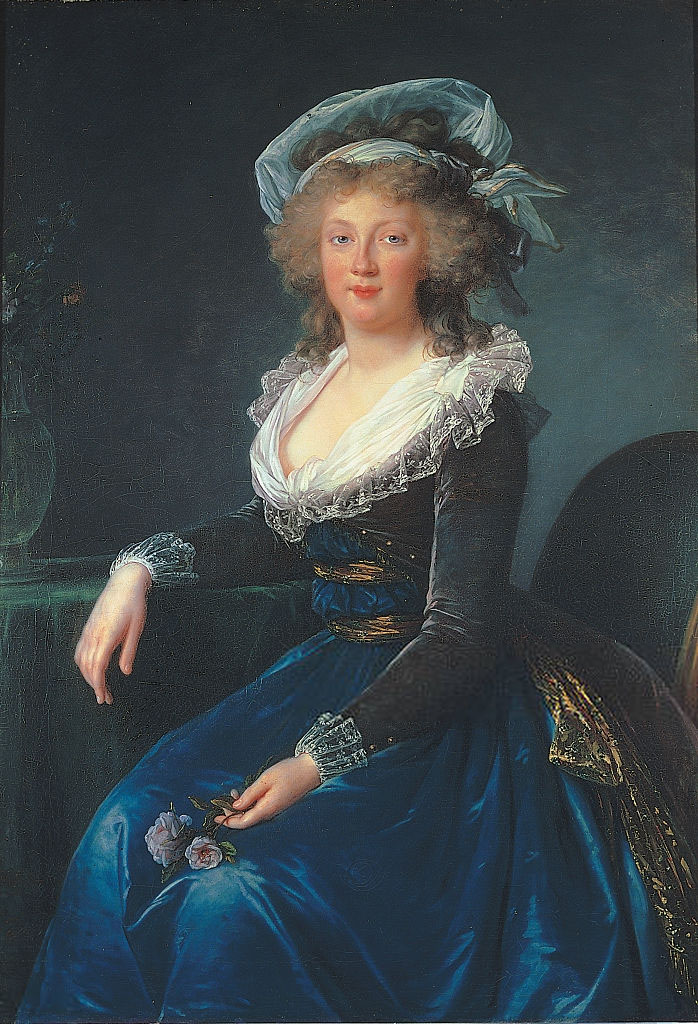

Le Septuor pour cordes et vents en mi bémol majeur, opus 20, de Ludwig van Beethoven, est un septuor pour violon, alto, violoncelle, contrebasse, clarinette, cor et basson. Il est composé entre 1799 et 1800 et publié en 1802 avec une dédicace à l'impératrice Marie-Thérèse d'Autriche,. L'œuvre est donnée en public le 2 avril 1800, mais avait probablement déjà été interprétée dans une soirée privée chez le prince Charles Philippe de Schwarzenberg. En 1802, Beethoven réalise un arrangement pour trio avec piano, dédié au docteur Schmidt.
Contemporain exact de la Première Symphonie, le Septuor eut un succès considérable du vivant de son auteur et reçut les éloges de la critique. Œuvre de la fin de la première période créatrice de Beethoven, il est d'une facture classique et quelque peu « facile ». Beethoven jugeant son septuor plusieurs années plus tard déclara : « Il y a là beaucoup d'imagination mais peu d'art ».

## Mouvements
L'œuvre comporte six mouvements, dans le style de la sérénade ou du divertimento et sa durée d'exécution approche les 40 minutes :
1. Adagio. Allegro con brio
2. Adagio cantabile
3. Tempo di menuetto
4. Tema con variazioni : Andante
5. Scherzo : Allegro molto e vivace
6. Andante con moto alla marcia. Presto

## Histoire
Dans une préface publiée trois mois après la mort d'Alfred Sisley pour la vente au profit des enfants du peintre, Arsène Alexandre écrit que Sisley, qui assista aux concerts Pasdeloup durant sa jeunesse, lui confia que le trio du scherzo du septuor de Beethoven (op. 20 en mi bémol majeur) l'avait durablement ravi « Cette phrase si gaie, si chantante, si entraînante, me disait-il, il me semble que, depuis la première fois que je l'ai entendue, elle fait partie de moi-même, tant elle répond à tout ce que j'ai toujours été au fond. Je la chante sans cesse. Je me la fredonne en travaillant. Elle ne m'a jamais abandonné... ». 